# Maiya Quansah-Breed
Maiya Jasmin Esi Quansah-Breed (Salford, 6 luglio 1997) è un'attrice teatrale e cantante britannica.

## Biografia
Nata a Eccles e cresciuta a Glossop, ha frequentato la Longdendale High School di Hollingworth e il Pendleton Salford City College, prima di laurearsi alla Guildford School of Acting nel 2018.
È vegana.

## Carriera
Ha fatto il suo debutto sulle scene nella tournée britannica del 2018 del musical Six, poi riproposto con il medesimo cast all'Arts Theatre del West End. Per la sua interpretazione nel ruolo di Caterina Parr ha ottenuto una candidatura al Laurence Olivier Award alla migliore attrice non in un musical insieme alle altre cinque colleghe del cast.
Fa parte della band SVN insieme alle colleghe di Six  Jarnéia Richard-Noel, Millie O’Connell, Natalie Paris, Alexia McIntosh, Aimie Atkinson e Grace Mouat. Nel 2021 il gruppo ha pubblicato la sua prima canzone originale, "Stars", seguita dal singolo "Woman" nel 2022.
Successivamente ha recitato nel musical Cases al The Other Palace e ha interpretato la protagonista Mimi nel musical Premio Pulitzer Rent in scena a Manchester nel 2020 e poi ancora nel 2021. Nel 2023 ha interpretato Philoclea nel musical Head Over Heels a Manchester e Diana Spencer da giovane in un allestimento semiscenico del musical Diana all'Eventim Theatre di Londra.

## Teatro
- Six, tour britannico (2018), Arts Theatre e Vaudeville Theatre di Londra (2019)
- Cases, The Other Palace di Londra (2020)
- Rent, Hope Mill Theatre di Manchester (2021)
- The Secret Garden, London Palladium di Londra (2022)
- Head Over Heels, Hope Mill Theatre di Manchester (2023)
- Lizzie, Hope Mill Theatre di Manchester (2023)
- Diana, Eventim Apollo di Londra (2023)

## Riconoscimenti
- Premio Laurence Olivier
  - 2019 – Candidatura alla miglior attrice non protagonista in un musical per Six